# Локалита Продутива II (Тренто)
Локалита Продутива II је насеље у Италији у округу Тренто, региону Трентино-Јужни Тирол.
Према процени из 2011. у насељу је живело 45 становника. Насеље се налази на надморској висини од 606 м.